# Alberto Amezcua
Luis Alberto Amezcua Balboa (Guadix, Granada, 10 de mayo de 1992) es un deportista español que compite en atletismo, especialista en la disciplina de marcha.
En el Campeonato Europeo de Atletismo Sub-20 de 2011 consiguió una medalla de bronce en la prueba de 10 km. En la Copa Europea de Marcha Atlética ganó una medalla de plata en la prueba de 20 km por equipo.
Fue campeón de España de los 20 km en 2022.
Fue seleccionado para los Juegos Olímpicos de París 2024, en la prueba de equipo mixto.